# 热利科·塔纳斯科维奇
热利科·塔纳斯科维奇（羅馬化：Željko Tanasković，1967年7月8日—），塞尔维亚男子排球运动员。他曾代表南联盟参加1996年夏季奥林匹克运动会排球比赛，获得一枚铜牌。